# Svitlivșciîna, Novi Sanjarî
Svitlivșciîna (în ucraineană Світлівщина) este un sat în comuna Sokolova Balka din raionul Novi Sanjarî, regiunea Poltava, Ucraina.

## Demografie
Componența lingvistică a localității Svitlivșciîna
     Ucraineană (94,37%)
     Rusă (5,63%)
Conform recensământului din 2001, majoritatea populației localității Svitlivșciîna era vorbitoare de ucraineană (94,37%), existând în minoritate și vorbitori de rusă (5,63%).